# Orthocladius robacki
Orthocladius robacki är en tvåvingeart som beskrevs av Soponis 1977. Orthocladius robacki ingår i släktet Orthocladius och familjen fjädermyggor. Inga underarter finns listade i Catalogue of Life.